# 脑室
脑室系统（英文：Ventricular system）是脑内部充满脑脊液的一组腔隙结构，由四个相互连接的脑室（ventricles）组成。它延伸至脊髓形成中央管。脑室内表面覆盖有上皮状的室管膜。

## 组成
脑室系统由四个脑室组成：
- 左右侧脑室（第一和第二脑室）
- 第三脑室
- 第四脑室

脑室之间的孔洞也包括在脑室系统内：
| 名称 | 从       | 至 |
| 左右室间孔（interventricular foramen或foramen of Monro）                                                                                                | 侧脑室   | 第三脑室 |
| 塞爾維氏大腦導水管（Sylvians cerebral aqueduct, cerebral aqueduct, aqueductus mesencephali, mesencephalic duct, sylvian aqueduct或aqueduct of Sylvius） | 第三脑室 | 第四脑室 |
| 第四脑室正中孔（medial aperture或foramen of Magendie）                                                                                                  | 第四脑室 | 蛛网膜下腔 (subarachnoid space或subarachnoid cavity)和小腦延髓池(cisterna magna或cerebellomedullary cistern)               |
| 左右第四脑室外侧孔（lateral aperture of the fourth ventricle, lateral aperture或foramen of Luschka）                                                    | 第四脑室 | 蛛网膜下腔 (subarachnoid space或subarachnoid cavity)和橋腦池(pontine cistern, cisterna pontis或cisterna pontocerebellaris) |

## 脑脊液的循环
脑脊液由各脑室内的脉络丛产生，大体流向从侧脑室经室间孔进入第三脑室，再经中脑导水管进入第四脑室。此后可继续流至脊髓中央管，或经第四脑室正中孔和第四脑室外侧孔进入蛛网膜下腔。脑脊液最后经矢状窦旁的蛛网膜颗粒回渗到上矢状窦，回流至静脉系统。第三和第四脑室间的中脑导水管由于孔径非常小，容易被炎症或肿瘤等阻塞，导致脑脊液无法流出侧脑室而积累并产生高压，形成脑积水。

## 與疾病的關係
磁共振技術證明，精神分裂症病人的腦室往往有所擴大（Barkataki et al., 2006）。

## 更多图片

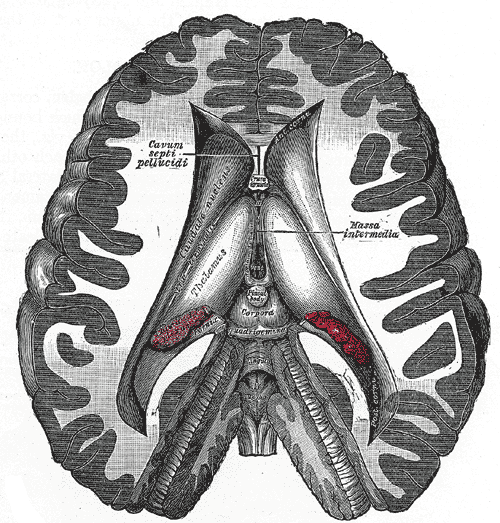
大脑水平切面。
脑室系统三维动画，脑室显示为蓝色。